# Scuola superiore della magistratura

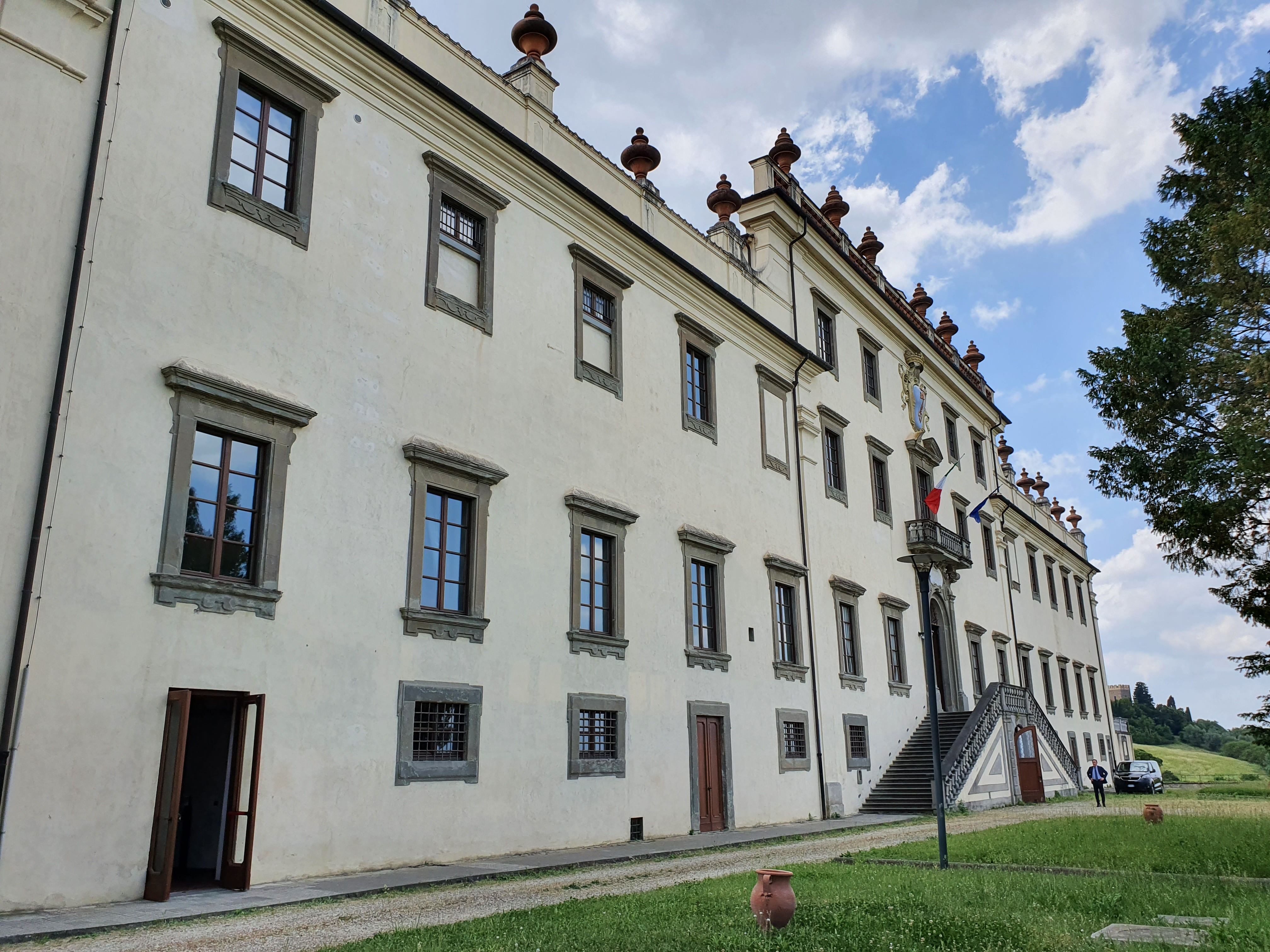
Villa di Castel Pulci, Sitz der
Scuola superiore della magistratura in Scandicci bei Florenz

Die Scuola superiore della magistratura (SSM) ist eine italienische Hochschule, die für die Aus- und Fortbildung von Richtern und Staatsanwälten zuständig ist. Der Verwaltungssitz der Hochschule ist in Rom, Bildungseinrichtungen befinden sich derzeit in Scandicci bei Florenz sowie in Neapel.

## Geschichte
Bis 1973 wurden italienische Richter und Staatsanwälte in der Regel am Arbeitsplatz aus- und fortgebildet. Danach organisierte der Consiglio Superiore della Magistratura (CSM), das Selbstverwaltungsorgan der Richter und Staatsanwälte, die Aus- und Weiterbildung, bis 2012 die Scuola superiore della magistratura eröffnet wurde.

## Aufnahme, Aus- und Fortbildung
Voraussetzung für die Zulassung zum Auswahlverfahren ist ein in der Regel fünfjähriges Universitätsstudium der Rechtswissenschaften sowie der Abschluss eines zweijährigen postgradualen Studiums an einer Scuola di specializzazione per le professioni legali oder eine Promotion (dottorato di ricerca). Unter Umständen können die postgradualen Abschlüsse durch eine einschlägige Berufserfahrung ersetzt werden; dies betrifft vor allem Staatsbedienstete höherer Laufbahnen, Hochschullehrer und Rechtsanwälte sowie ehrenamtliche Richter.
Wer das Auswahlverfahren besteht wird zunächst als magistrato ordinario auf Probe eingestellt. Das alte Eingangsamt uditore giudiziario oder „Justizauditor“ wurde abgeschafft. Es folgt eine 18-monatige Ausbildungszeit mit praktischen Teilen bei Gerichten und Justizbehörden und theoretischen Abschnitten an der Scuola superiore della magistratura. Am Ende der Ausbildungszeit entscheidet der CSM über die Übernahme. Bei unzureichenden Ergebnissen kann die Ausbildungszeit unter Umständen verlängert werden, andernfalls folgt die Entlassung. In den ersten vier Jahren nach der Übernahme sind die Verwendungsmöglichkeiten relativ stark eingeschränkt.
Alle vier Jahre muss mindestens ein Fortbildungskurs an der SSM absolviert werden. Etliche Kurse werden auch dezentral oder über E-Learning angeboten.

## Einrichtungen

### Verwaltungssitz
Der Verwaltungssitz der Hochschule befindet sich in Rom, seit 2022 in der Via di San Vincenzo 32, beim Trevi-Brunnen; davor war er in der Via Tronto 2, unweit der Villa Borghese. Die Leitungsorgane haben mit diesem Sitz eine Vertretung in der Hauptstadt, sind jedoch auch bei den nachstehenden Bildungseinrichtungen präsent. Am Sitz in Rom finden auch Seminare und Empfänge von Gästen aus dem In- und Ausland statt.

### Villa di Castel Pulci

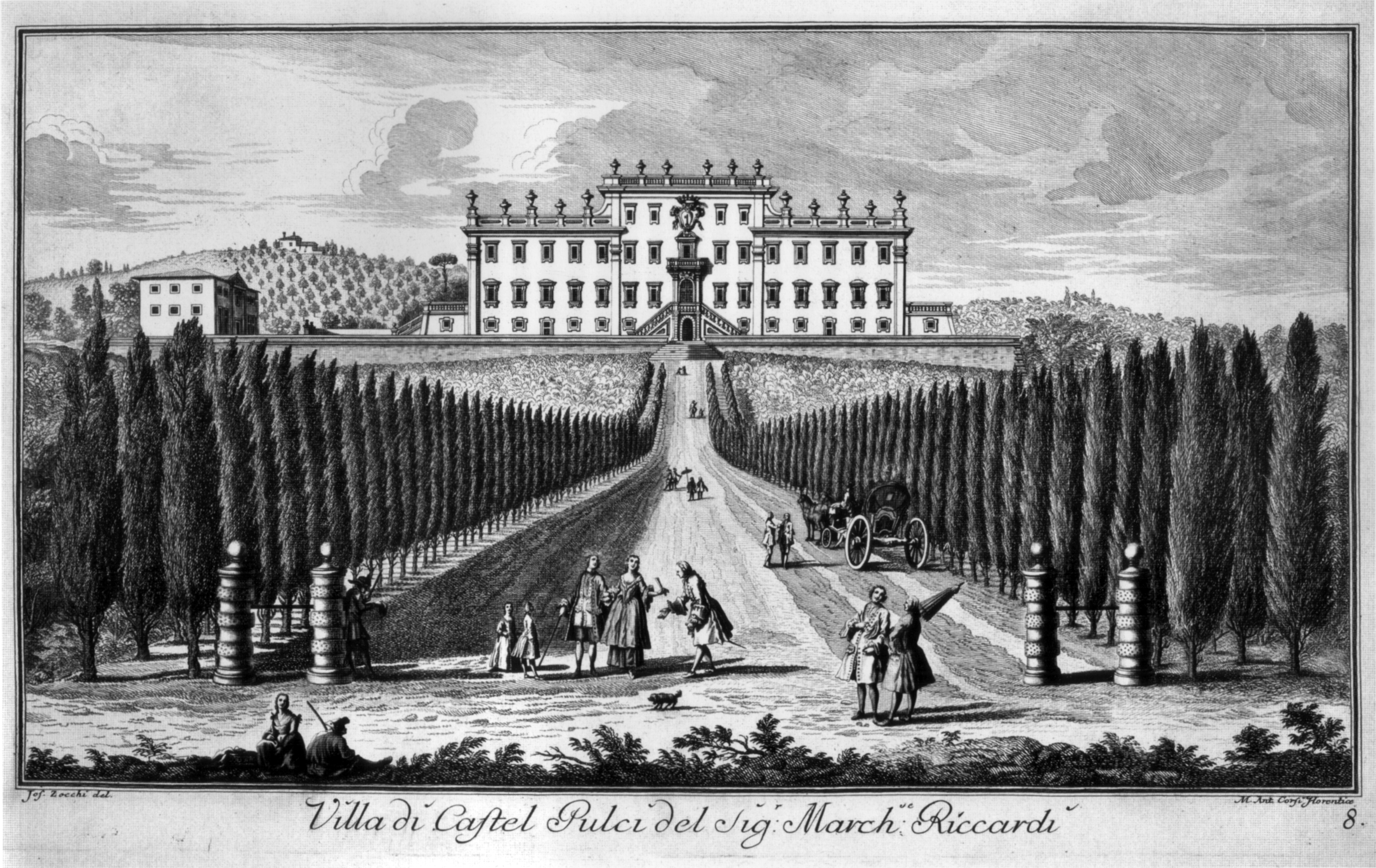
Giuseppe Zocchi, Villa di Castelpulci del Sig. March. Riccardi (1744)

Der erste, 2012 eingeweihte Campus befindet sich in der Villa di Castelpulci in Scandicci bei Florenz.
Am Ort des heutigen Schlosses befand sich im Mittelalter eine Burg der Grafen von Cadolingi, die im 13. Jahrhundert von den Pulci erworben wurde. In den folgenden fünf Jahrhunderten bauten die Eigentümerfamilien Orsini, Soderini und Riccardi die Burg nach und nach zu einem Schloss um. 1691 entstand eine lange, markante Zufahrtsstraße. Zwischen 1736 und 1743 wurde die ursprünglich romanische Cappella di San Jacopo umgebaut und barockisiert.
Nachdem die Familie Riccardi 1854 ausgestorben war, brachte man in dem Schloss und in seinen Nebengebäuden bis 1973 eine psychiatrische Klinik unter. In den folgenden 30 Jahren verfiel die Villa di Castel Pulci, bis 2002 mit ihrer Restaurierung begonnen wurde, die rund zehn Jahre andauerte.
Es ist geplant, Teile des in der Nähe von Castel Pulci gelegenen ehemaligen Klosters Badia a Settimo als Unterkunft für Lehrgangsteilnehmer zu nutzen. Auch in diesem Fall wären Restaurierungsarbeiten erforderlich.

### Castel Capuano

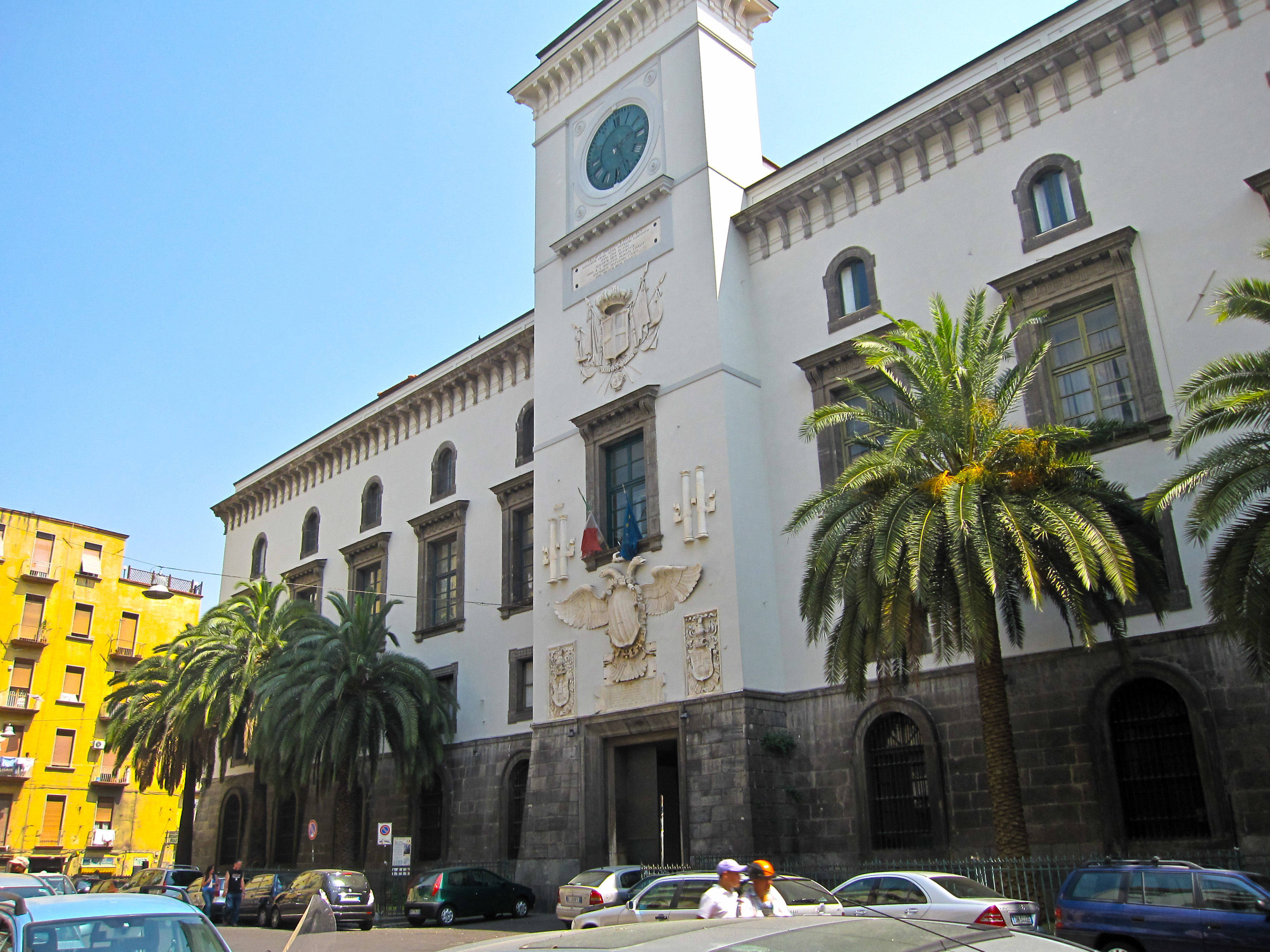
Castel Capuano, Neapel

Im Castel Capuano in Neapel, das mehrere Jahrhunderte lang de facto als Justizpalast diente und in dem in den letzten Jahrzehnten auch Lehrgänge für Richter und Staatsanwälte abgehalten wurden, hat die Hochschule im Jahr 2022 eine zweite Außenstelle eingerichtet.